# Hung – Um Längen besser
Hung – Um Längen besser (Originaltitel: Hung) ist eine US-amerikanische Fernsehserie, die von Juni 2009 bis Dezember 2011 von HBO produziert wurde. Sie handelt von Ray Drecker, einem Geschichtslehrer und Basketball- bzw. Baseballtrainer an einer Highschool, der finanzielle Schwierigkeiten hat. Da er außergewöhnlich gut bestückt ist und einen 23-cm-Penis sein Eigen nennt, steigt er in die Sexbranche ein. Der Titel Hung bezieht sich auf seine enorme Penisgröße.

## Handlung
Im Mittelpunkt von Hung steht der glücklose Mittvierziger Ray Drecker, welcher als Geschichtslehrer und Basketballtrainer versucht, über die Runden zu kommen. In seiner Jugend hoffte er auf eine Karriere als Baseball-Profi bei den Atlanta Braves und heiratete seine Highschoolliebe Jessica. In der Gegenwart ist er von dieser geschieden und geht gleichzeitig zwei Berufen nach, um den Unterhalt für seine Zwillinge Darby und Damon aufzubringen. Dann zerstört ein Brand sein Haus, dessen Feuerversicherung er nicht mehr zahlen konnte. Da er außergewöhnlich gut bestückt ist und einen 23-cm-Penis sein Eigen nennt, beginnt er, ein erfolgreiches zweites berufliches Standbein als Callboy aufzubauen.

## Hintergrund
Thomas Jane wurde mit der Rolle des Gutbestückten zum Sexsymbol. Er selbst bringt es auf 17 Zentimeter (7 inches) und liegt damit ebenso wie sein Serienheld weit über dem Durchschnitt. In einem Interview erklärte er seine Penisgröße auch als Ideal und Vorbild für männliche Zuschauer: "I’ve had more guys staring at my crotch than girls though. […] Besides if you really want to see my penis I’ll show it to you. I actually had somebody at a party say, “Hey, let’s see your penis,” and I pulled it out." (Mir haben mehr Jungs auf den Schritt gestarrt als Mädchen. […] Außerdem, wenn jemand wirklich meinen Penis sehen will, zeige ich ihn ihm. Auf einer Party gab es tatsächlich mal jemanden, der sagte: "Hey, lass uns deinen Penis sehen", und ich zog ihn heraus.")

## Besetzung und Synchronisation
| Rollenname     | Schauspieler/in    | Hauptrolle | Nebenrolle | Synchronsprecher/in      |
| -------------- | ------------------ | ---------- | ---------- | ------------------------ |
| Ray Drecker    | Thomas Jane        | 1–3        |            | Thomas Nero Wolff        |
| Tanya Skagle   | Jane Adams         | 1–3        |            | Vera Teltz               |
| Jessica Haxon  | Anne Heche         | 1–3        |            | Ulrike Stürzbecher       |
| Damon Drecker  | Charlie Saxton     | 1–3        |            | Dirk Stollberg           |
| Darby Drecker  | Sianoa Smit-McPhee | 1–3        |            | Anne Helm                |
| Ronnie Haxon   | Eddie Jemison      | 1–3        |            | Hans Hohlbein            |
| Mike Hunt      | Gregg Henry        | 2–3        | 1          | Peter Reinhardt          |
| Lenore Bernard | Rebecca Creskoff   | 2–3        | 1          | Claudia Urbschat-Mingues |

## Ausstrahlung

### Vereinigte Staaten
Die Serie wurde am 28. Juni 2009 zum ersten Mal vom US-Fernsehsender HBO ausgestrahlt. Am 30. Juli gab HBO bekannt, dass eine zweite Staffel produziert wird, die vom 27. Juni bis zum 13. September 2010 ausgestrahlt wurde. Am 1. September 2010 ließ HBO bekannt geben, dass eine dritte Staffel produziert wird. Die zehn Folgen der dritten Staffel wurden vom 2. Oktober bis zum 4. Dezember 2011 ausgestrahlt. Im Dezember 2011 gab HBO bekannt, dass es keine vierte Staffel geben werde.

### Deutschland
In Deutschland strahlte der deutsche Sender Comedy Central die erste Staffel der Serie vom 6. Mai bis zum 10. Juni 2010 aus. Die zweite Staffel sollte bei Comedy Central ab April 2011 folgen, was aber wieder verworfen wurde. Der Pay-TV-Sender FOX zeigte die zweite Staffel vom 4. Mai bis zum 1. Juni 2012 in Doppelfolgen. In der Schweiz wurde die erste Staffel ab dem 24. Februar 2011 auf SF zwei ausgestrahlt.